# Dom von Mantua

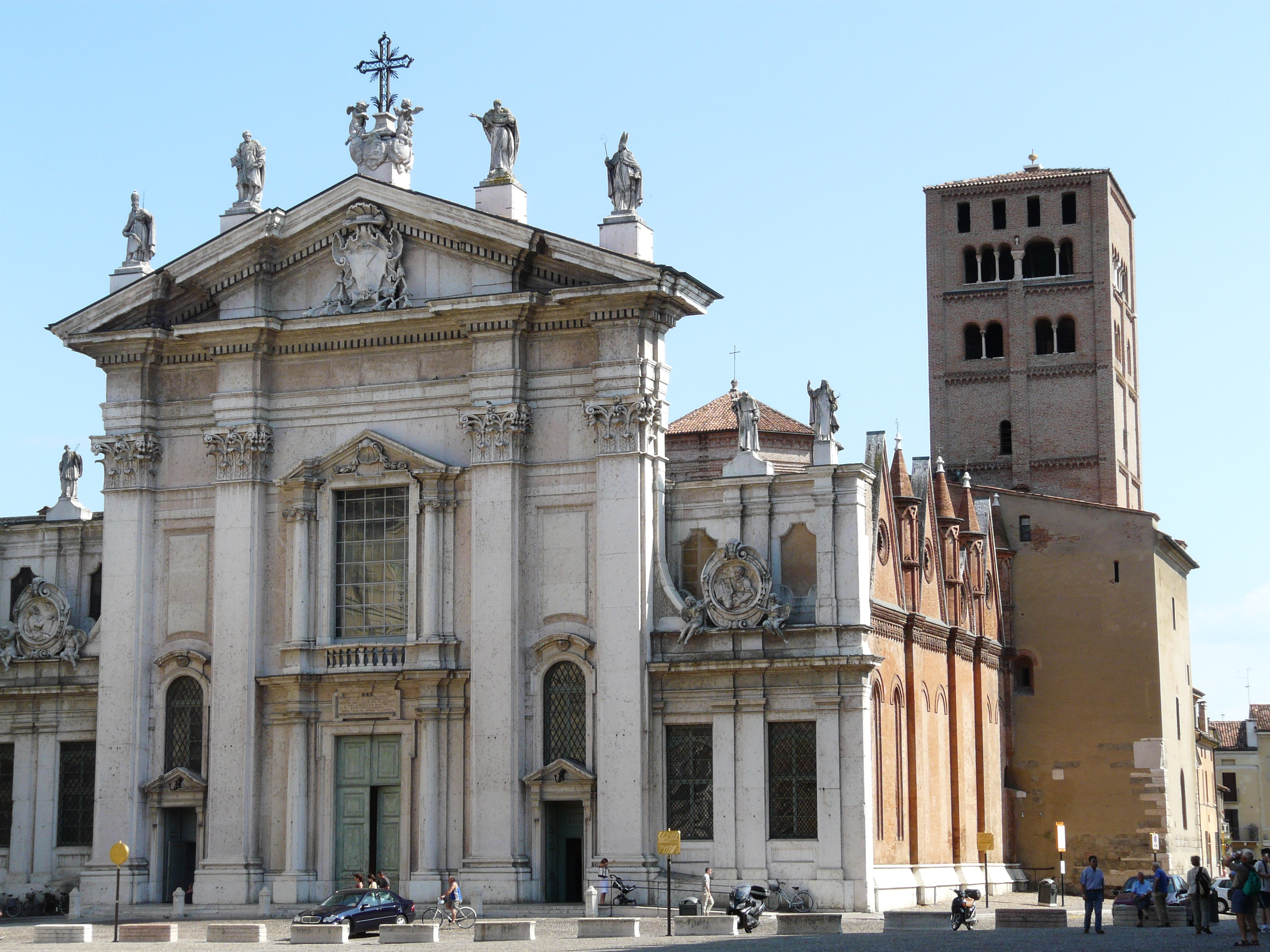
Dom von Mantua

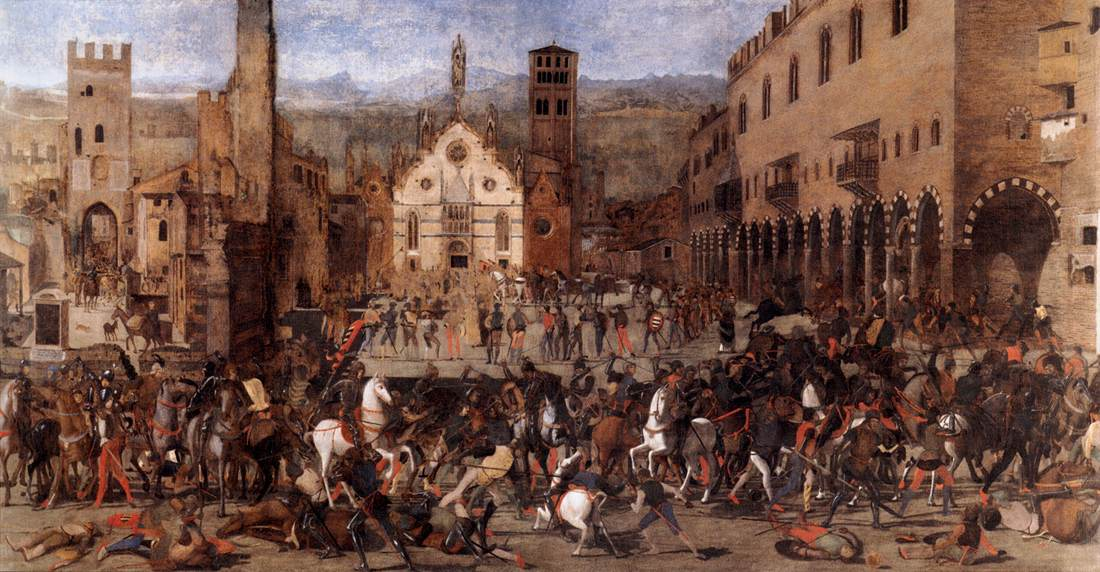
Die Fassade des Doms im 15. Jahrhundert.
Domenico Morone: La cacciata dei Bonacolsi. 1494 (Mantua, Palazzo Ducale)

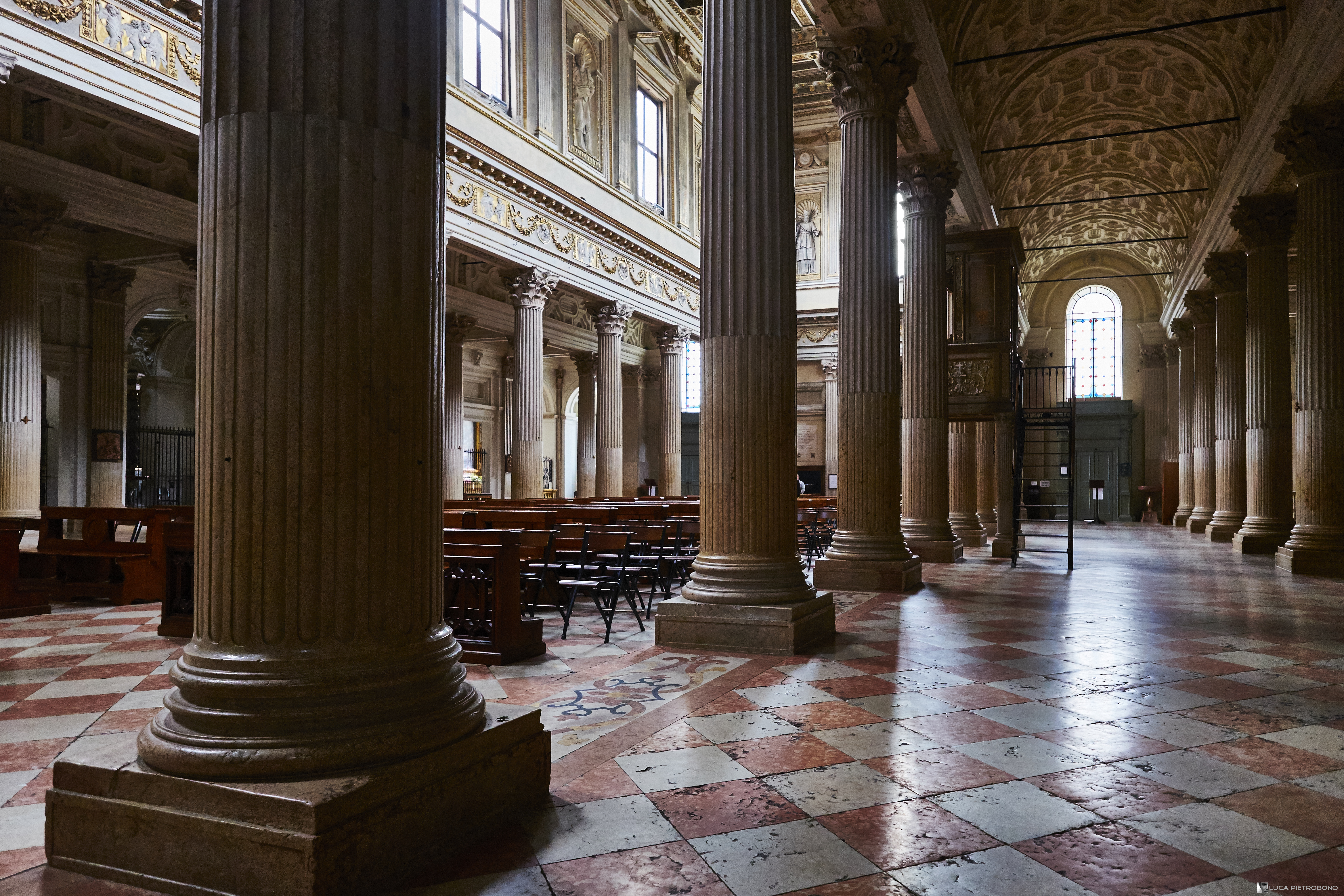
Säulen des Domes von Mantua

Die Kirche des Apostels Petrus ist der Dom der Stadt Mantua und die Kathedrale der gleichnamigen Diözese.
Die Kathedrale befindet sich auf der zentralen Piazza Sordello, unweit des Palazzo Ducale und der Basilika Sant’Andrea.

## Geschichte
Die ursprünglich frühchristliche Kirche wurde im Mittelalter (wahrscheinlich von Mathilde von Canossa) im romanischen Stil wieder aufgebaut. Der Glockenturm stammt aus dieser Zeit. Zu Beginn des 15. Jahrhunderts wurde die Kirche von Francesco I. Gonzaga erweitert. Die von Jacobello und Pierpaolo dalle Masegne entworfene prächtige Marmorfassade mit einem überdachten Portal, Fensterrosen und Fialen ist auf einem Gemälde von Domenico Morone zu sehen. In dieser Zeit war der Dom von zwei Reihen gotischer Kapellen flankiert, die mit Türmen und Giebeln aus Marmor und Terrakotta, ebenfalls von Jacobello dalle Masegne entworfen, verziert waren. Diese Wandstruktur ist auf der rechten Seite noch sichtbar. Im Jahr 1545 wurde der Dom nach einem Brand von Giulio Romano unter Beibehaltung der Fassade und der Außenmauern wieder aufgebaut. Das Innere wurde erheblich modifiziert und in eine der frühchristlichen Version des Petersdoms in Rom ähnliche Form gebracht, bevor Bramante, Raffael und Sangallo in letztere eingriffen. Diese Entscheidung kann mit den evangelischen Sympathien des Kardinals Ercole Gonzaga zusammenhängen, der das Werk kontrovers zu der damaligen päpstlichen Politik in Auftrag gab. Nach dem Tod des Giulio Romano im Jahr 1546 wurden die Arbeiten lange unterbrochen und unter der Leitung von Giovan Battista Bertani und Antonio Maria Viani fortgesetzt, die den Bauplan, insbesondere für den Chor, vermutlich änderten. Nach einer Initiative des Bischofs Antonio Guidi di Bagno wurde die heutige Marmorfassade zwischen 1756 und 1761 von dem Römer Nicolò Baschiera, einem Ingenieur der österreichischen Armee, errichtet.

## Beschreibung

### Außen
Die klassizistische Fassade des Doms hat einen dreieckigen Giebel auf vier korinthischen Säulen. An der rechten Seite sieht man noch die Giebel und die Krönungstürme aus dem 15. Jahrhundert. Im romanischen Glockenturm befinden sich sieben Glocken, die in B-Dur gestimmt sind. Die größte ist ein hervorragendes Werk des unübertroffenen Meisters Giuseppe Ruffini aus dem 18. Jahrhundert. Der Rest wurde in der ersten Hälfte des 19. Jahrhunderts von der Firma Cavadini aus Verona hinzugefügt.

### Innen

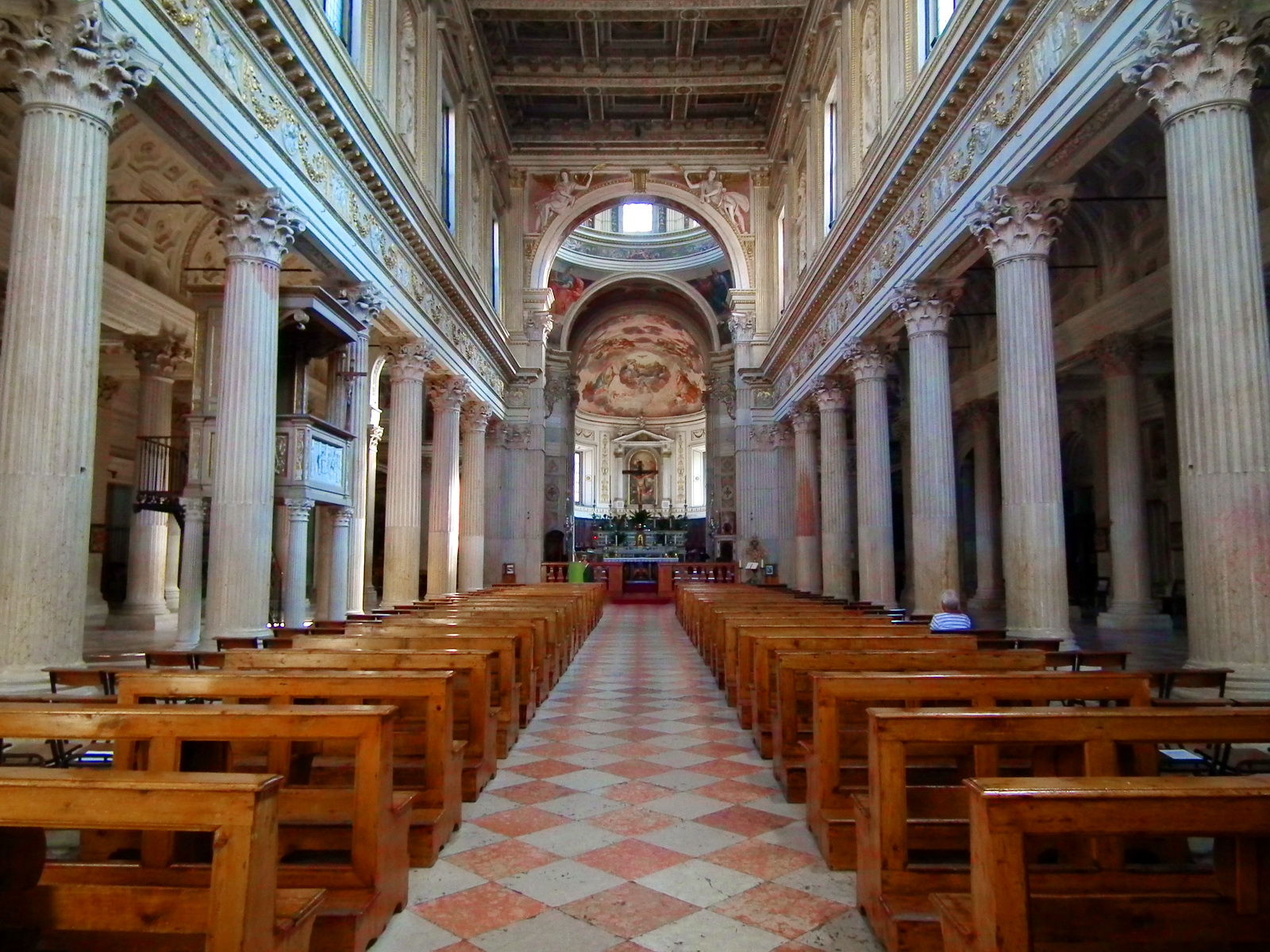
Innenraum

Das Innere des Doms hat die Form eines lateinischen Kreuzes, wobei der Raum durch vier Reihen gerillter korinthischer Säulen in fünf Schiffe unterteilt ist. Während die beiden äußeren Schiffe und das Mittelschiff flache Decken aufweisen, sind die beiden inneren Schiffe mit einem Tonnengewölbe versehen. Entlang jeder der beiden Seitenschiffe befindet sich eine Reihe von Seitenkapellen, deren Altäre mit Altarbildern der bedeutendsten Künstler des Manierismus Mantuas geschmückt sind (die wichtigsten Gemälde des Zyklus von Paolo Veronese und Giulio Campi befinden sich nicht mehr in Mantua). Über der Vierung befindet sich die Kuppel mit einem achteckigen Tambour, ohne Laterne. Das Kuppelfresko mit dem Paradies stammt von den Manieristen Ippolito Andreasi („Andreasino“; 1548–1608) und Teodoro Ghisi (1536–1601).
Der Hauptaltar ist aus Marmor mit einem geschnitzten Holzkreuz. Die Gewölbefresken des Chorraums mit der Heiligen Dreifaltigkeit (italienisch auch: L'apoteosi della Redenzione) galten lange Zeit als eines der Hauptwerke von Domenico Fetti, wurden von anderen aber auch Ippolito Andreasi und dem Architekten und Maler Antonio Maria Viani zugeschrieben (z. T. unter Beteiligung von Fetti).
Unter den Kunstwerken befinden sich ein frühchristlicher Sarkophag, die Fresken des Taufklosters (frühes 14. Jahrhundert), die Cappella dell’Incoronata (eine Architektur nach den Ideen von Leon Battista Alberti), und die Sakristei (einst Cappella dei Voti), mit dem von einem Schüler von Andrea Mantegna bemalten Gewölbe.

### Kunstwerke
Unter den im Dom von Mantua erhaltenen Bildwerken sind hervorzuheben:
- Die Dreifaltigkeit mit der Jungfrau und Hlg. Johannes unter den Engeln (L'apoteosi della Redenzione) von Domenico Fetti oder Antonio Maria Viani (?), Fresko im Chorraum, ca. 180 m²
- Santa Margherita (1552) von Domenico Brusasorci, Gemälde auf Leinwand, Sakramentskapelle
- Der Heilige Martin gibt dem armen Mann einen Teil seines Umhangs (1552) von Paolo Farinato, Gemälde auf Leinwand
- Transito di San Giuseppe (1616) von Niccolò Ricciolini
- San Domenico von Bernardino Malpizzi
- Madonna von Itria von Antonio Maria Viani
- San Luigi Gonzaga von Ippolito Andreasi

### Orgel
Auf dem Chor des rechten Querhausarms befindet sich die Orgel des Doms, die 1915 vom Orgelbauer Benzi-Franceschini aus Crema gebaut und später mehrmals restauriert und erweitert wurde. Die regelmäßige Wartung wird von der Firma Micheli aus Volta Mantovana durchgeführt.
Das Instrument verfügt über eine elektro-pneumatische Traktur mit einem unabhängigen mobilen Spieltisch auf dem Boden im Querschiff, in der Nähe des Presbyteriums, mit zwei Tastaturen mit je 61 Tasten und einer konkav-radialen Pedalkonstruktion mit 32 Tasten. Das neoklassische Gehäuse aus geschnitztem und vergoldetem Holz stammt aus dem Vorgängerinstrument der ersten Hälfte des 19. Jahrhunderts und wurde von Giambattista Marconi entworfen.

### Gräber berühmter Persönlichkeiten
Der Dom von Mantua beherbergt die Gräber berühmter Persönlichkeiten der Stadtgeschichte:
- Heiliger Anselm, Stadtpatron
- Bonifatius von Canossa, Vater der Gräfin Mathilde
- Seliger Giacomo Benfatti. Bischof der Stadt im Jahr 1304
- Luigi Gonzaga, Gründer der Gonzaga-Dynastie
- Filippino Gonzaga, Sohn von Luigi Gonzaga
- Antonio degli Uberti, Bischof von Mantua von 1444 bis 1466
- Galeazzo Cavriani, Bischof von Mantua von 1390 bis 1417
- Osanna Andreasi, als selig verehrt
- Ludovico III. Gonzaga, der Marchese von Mantua
- Barbara von Brandenburg,[8] Gattin von Ludovico III. Gonzaga
- Eleonore von Österreich, Gattin von Guglielmo Gonzaga
- Ercole Gonzaga, Kardinal
- Ferrante I. Gonzaga, Graf von Guastalla
- Federico Gonzaga, Kardinal und Bischof von Mantua
- Francesco Gonzaga, Bischof von Mantua
- Giovanni Corti, Bischof von Mantua
- Paolo Carlo Francesco Origo, Bischof von Mantua
- Carlo Ferrari, Bischof von Mantua
- Giovanni Benedetto Castiglione, italienischer Maler und Graveur

## Galerie

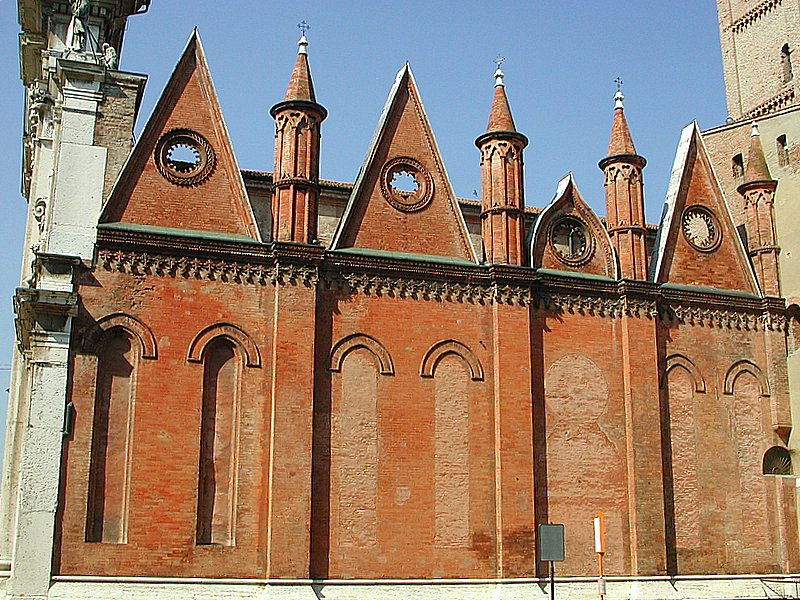
Rechte Seite
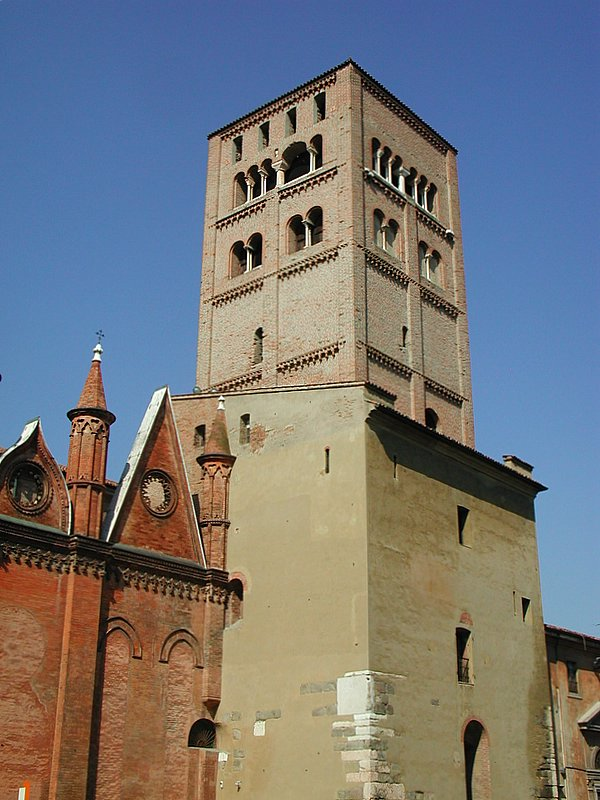
Romanischer Campanile
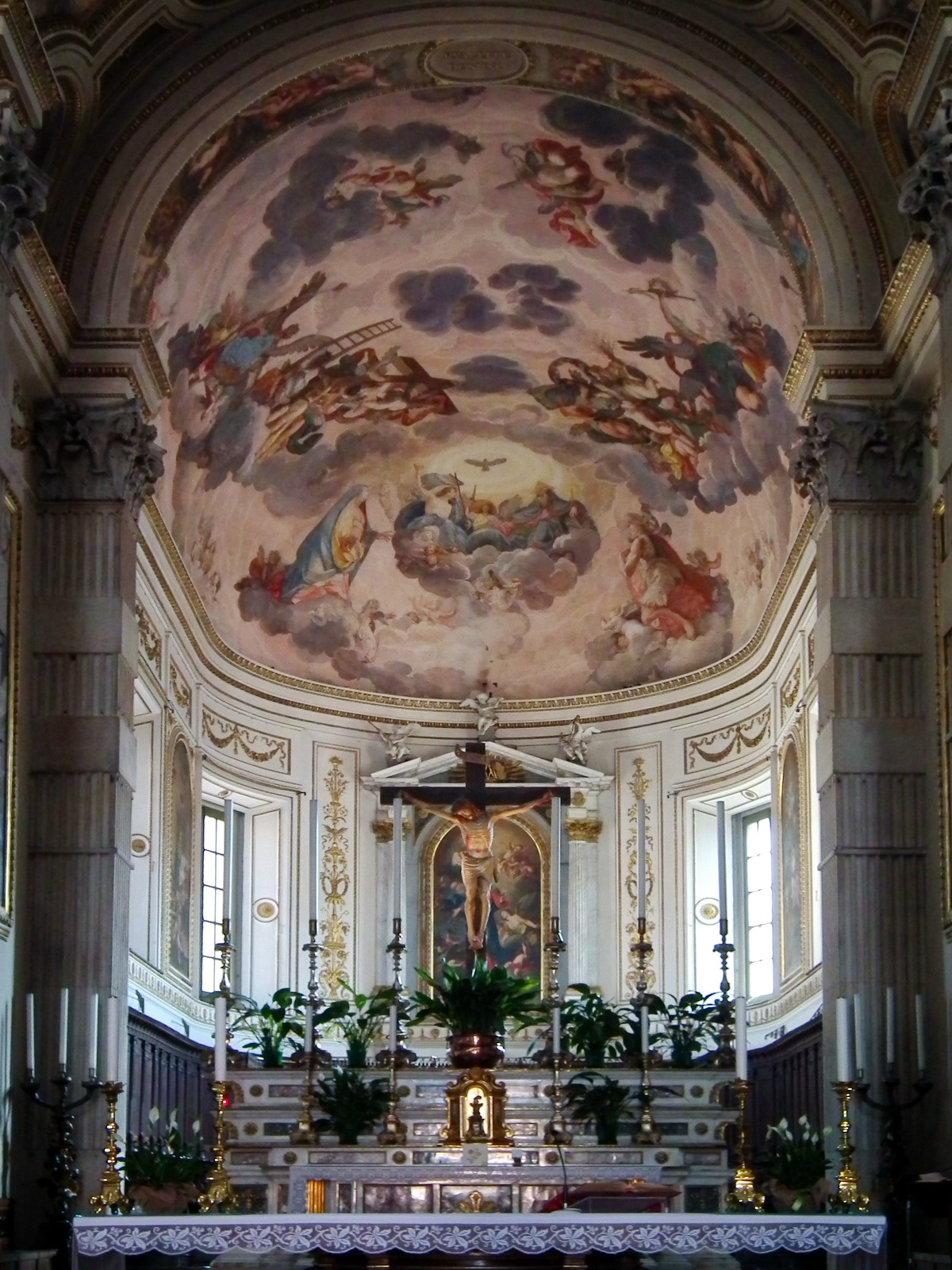
Apsis und Hauptaltar
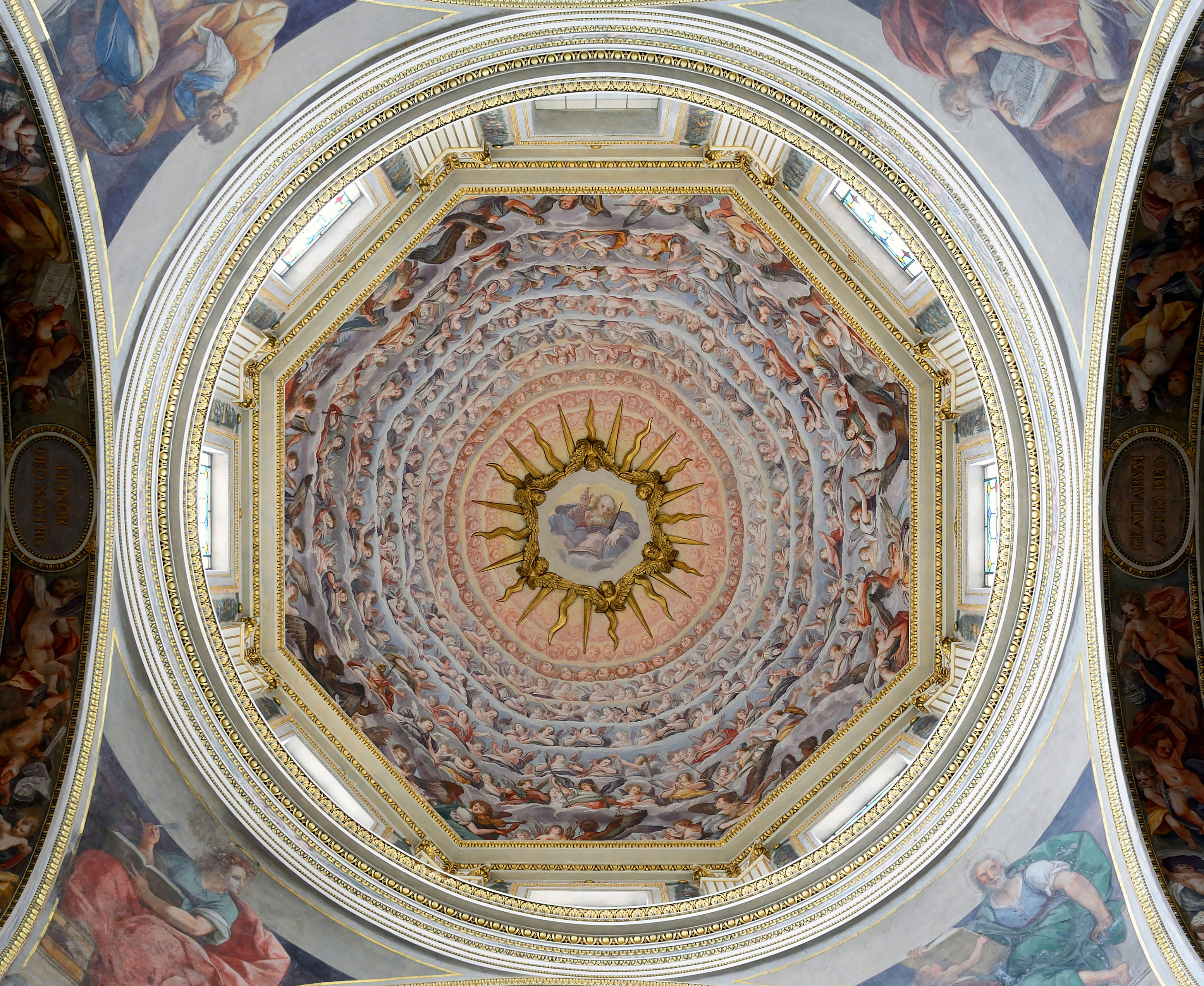
Innenansicht der Kuppel
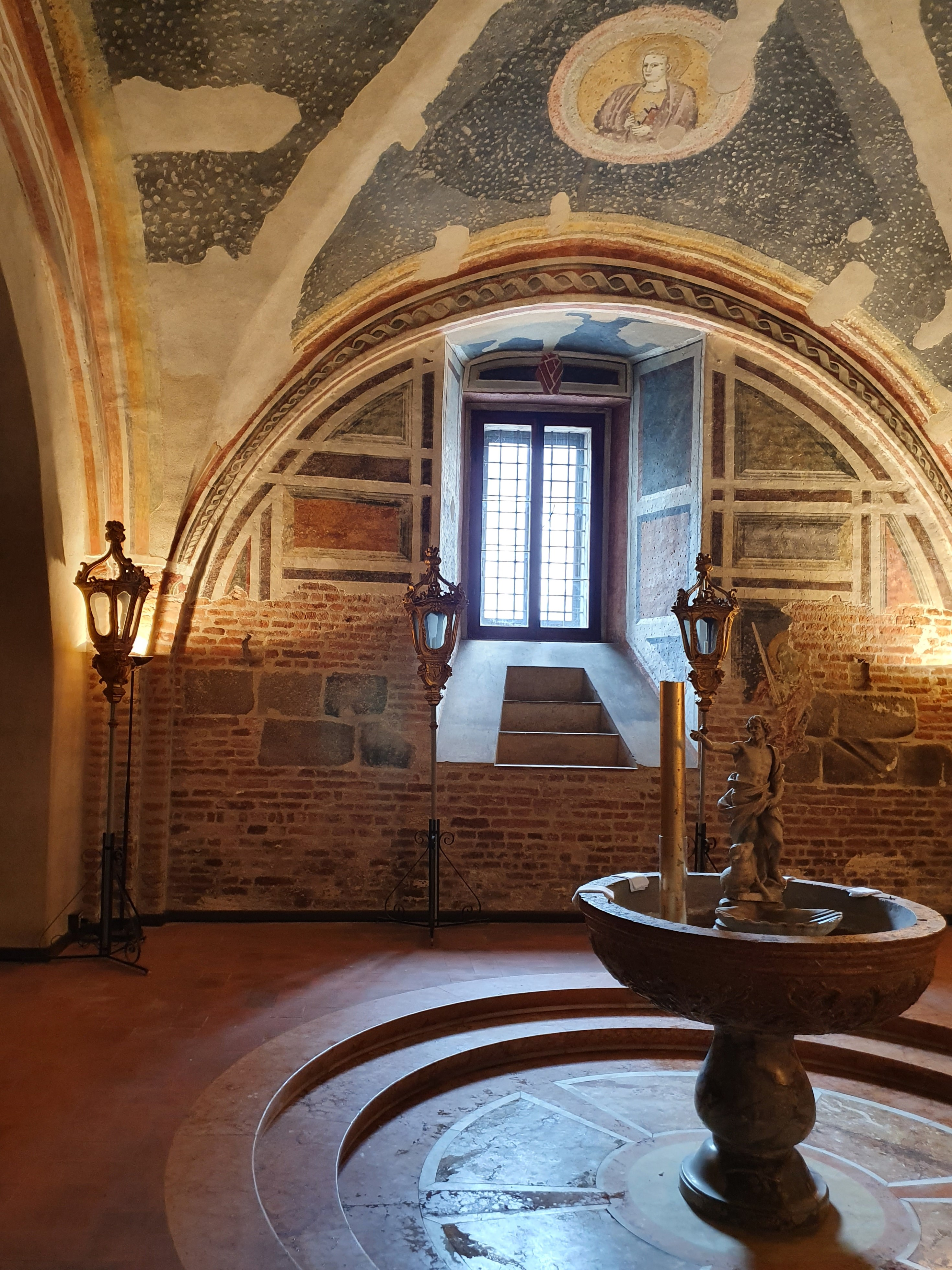
Taufkapelle
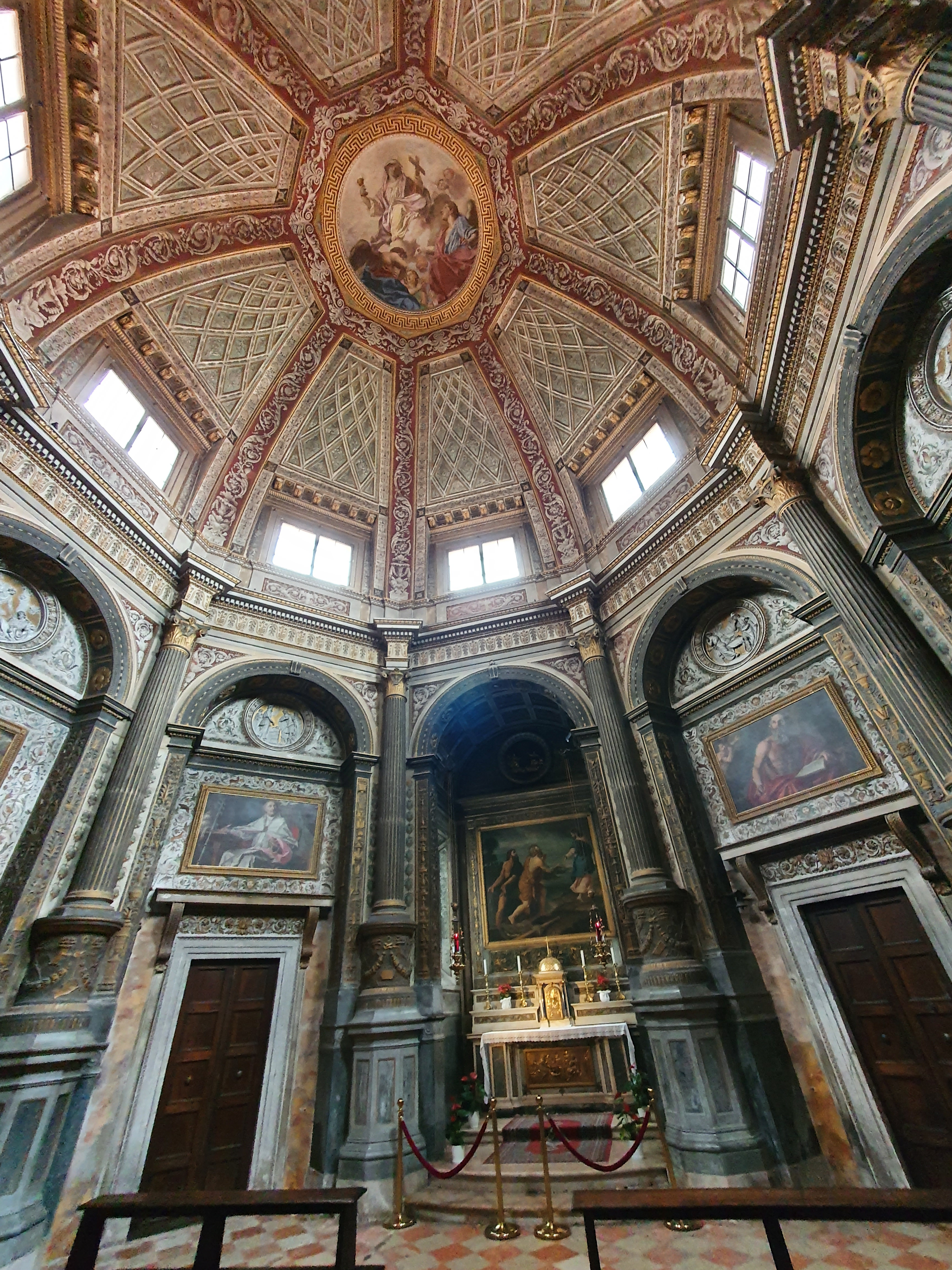
Sakramentskapelle
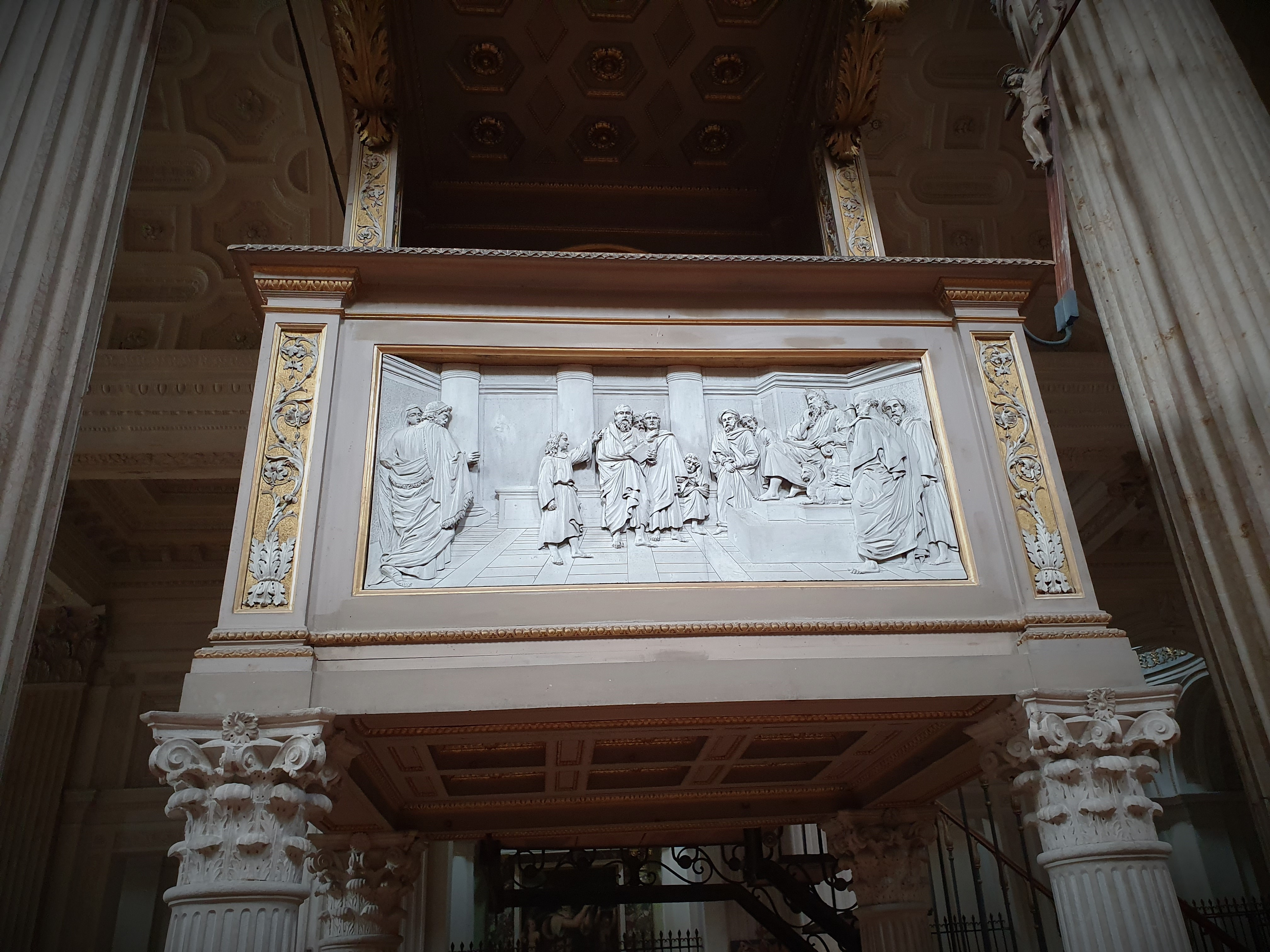
Kanzel